# Кольцов, Михаил Ефимович

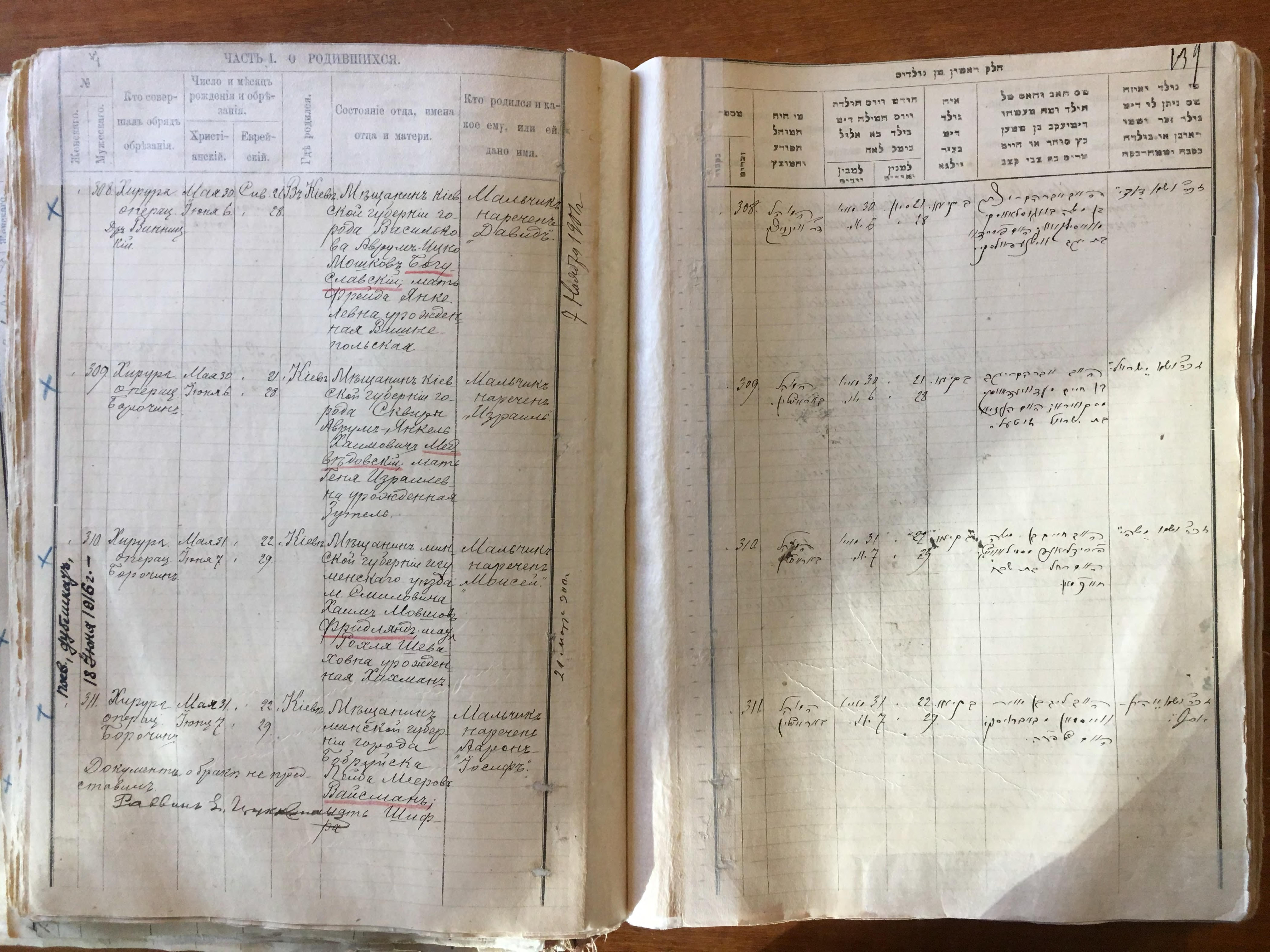
Запись № 310 в метрической книге Киевского раввината о рождении Моисея Хаимовича Фридлянда (Михаила Кольцова)

Михаи́л Ефи́мович Кольцо́в (при рождении — Моисе́й Ха́имович Фри́длянд, Мойсе́й Ефи́мович Фри́длянд, псевдоним в Испании — Мигель Мартинес; 31 мая (12 июня) 1898, Киев — 2 февраля 1940, Москва) — русский советский писатель, публицист и общественный деятель, журналист, заведующий Иностранным отделом Союза писателей СССР.

## Биография
Родился в Киеве в еврейской семье Хаима Мовшевича (Ефима Моисеевича) Фридлянда (1860—1945), ремесленника-обувщика, мещанина Минской губернии Игуменского уезда, местечка Смиловичи, и Рохли Шеваховны (Рахили Савельевны), урождённой Хахман (1880—1969). После переезда родителей в Белосток учился в реальном училище, где вместе с младшим братом Борисом издавали рукописный школьный журнал: брат (будущий художник и карикатурист Борис Ефимов) иллюстрировал издание, а Михаил — редактировал.
В 1915 году поступил в Психоневрологический институт в Петрограде, но не окончил учёбу. Начал печататься в газетах с 1916 года. С начала следующего года сотрудничал в петроградских журналах; активный участник Февральской революции. В феврале 1917 года в брошюре «Как Россия освободилась» под псевдонимом «Мих. Ефимович» восторженно оценил создание Временного правительства и роль А. Ф. Керенского.
Активный участник Октябрьской революции, Кольцов в 1918 году с рекомендацией А. В. Луначарского вступил в РКП(б), в том же году заявил о выходе из партии, объяснив открытым письмом в «Киногазете», что ему не по пути с советской властью и её комиссарами.
В начале 1918 года возглавлял группу кинохроники Наркомата просвещения. С 1919 года служил в Красной Армии, сотрудничал в одесских газетах и в киевской армейской газете «Красная Армия». С 1920 года работал в отделе печати Наркомата иностранных дел. Специальный корреспондент ряда периодических изданий, в том числе газеты «Правда» (1922—1938). В качестве корреспондента в июле 1926 года принял участие в первом перелёте через Чёрное море (Севастополь — Ангора).
Много работал в жанре политического фельетона. Часто выступал с сатирическими материалами и был самым известным журналистом СССР. Инициатор возобновления издания и редактор журнала «Огонёк», один из основателей и редактор журнала «За рубежом», член редколлегии «Правды», создатель журналов «За рулём» и «Советское фото». Руководитель созданного им «Журнально-газетного объединения» (первоначально, до реорганизации в 1931 году, акционерного общества «Огонёк»), существовавшего с 1925 по 1938 годы. Сотрудник сатирического журнала «Бегемот». С 1934 по 1938 год занимал пост ответственного редактора сатирического журнала «Крокодил». Также был одним из создателей и редактором сатирического журнала «Чудак», в котором вёл постоянную рубрику «Календарь Чудака».

Он показал себя мастером фельетона, образного, сжатого, захватывающего стиля, который иронией, парадоксами и гиперболами блестяще усиливал политическую направленность его произведений.
— Вольфганг Казак
В бытность редактором «Огонька» (1927) придумал и реализовал практически уникальный литературный проект — создание коллективного романа-буриме «Большие пожары». 25 писателей и журналистов (в том числе и сам Кольцов) последовательно пишут по одной главе, которые тут же печатаются в журнале. Нетрудно догадаться, что в случае ареста хотя бы одного участника роман издаваться не будет. Репрессировано оказалось шестеро, поэтому отдельной книгой «Большие пожары» вышли только в 2009 году.
Руководитель иностранного отдела в СП СССР. Посетил многие страны мира, из них некоторые — нелегально. Делегат международных конгрессов в защиту культуры в Париже (1935) и в Барселоне (1937, руководитель советской делегации). С 1938 года — депутат Верховного Совета РСФСР. Был выдвинут в члены-корреспонденты Академии наук СССР, несмотря на отсутствие полноценного среднего и высшего образования (не был избран в связи с арестом).
Кольцов написал около 2000 газетных статей на актуальные темы внутренней и внешней политики. С 1928 по 1936 год трижды выходили многотомные собрания его сочинений.

История советской журналистики не знает более громкого имени, и его слава была заслуженной.
— Илья Эренбург
Кольцов написал ряд очерков о жизни и работе летчиков, чем привлек миллионы своих читателей к авиации, сам принимал участие в полётах. 6 ноября 1930 года приказом Народного комиссара по военным и морским делам К. Ворошилова за участие «во всех больших советских перелетах, сопряжённых с большими трудностями» ему было присвоено звание летчика-наблюдателя. В 1933 году была создана агитационная эскадрилья имени Максима Горького, которую возглавил Кольцов.

### Испания

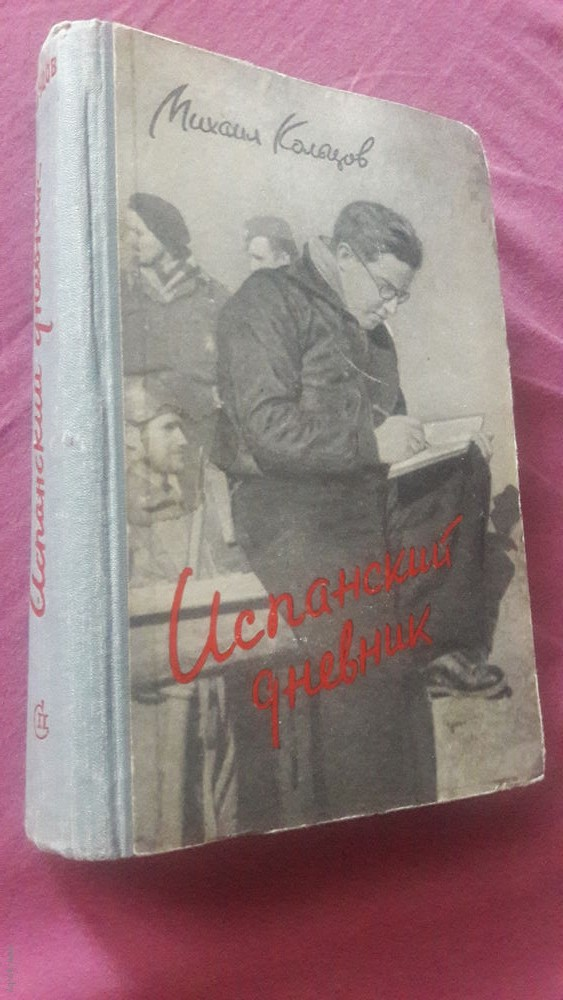
1958 г. 2-е издание в СССР. Реабилитация

Во время Гражданской войны 1936—1939 годов  был направлен в Испанию как корреспондент «Правды» и одновременно негласный политический представитель властей СССР при республиканском правительстве. В Испании активно участвовал в событиях как организатор сопротивления мятежникам. Испанские газетные репортажи послужили основой книги «Испанский дневник» (1938), где о легальной части своей работы Кольцов рассказал от первого лица, а о тайной — как о деятельности мексиканского коммуниста Мигеля Мартинеса. Проводя линию Сталина в международном рабочем движении, в публикациях дискредитировал «троцкистов», обвиняя их в том числе в том, что они находятся на службе у Фаланги и фашизма. В романе Э. Хемингуэя «По ком звонит колокол» М. Кольцов выведен под именем Каркова.

### Арест и гибель
27 сентября 1938 года под грифом «Сов. секретно» народный комиссар внутренних дел Союза ССР Н. Ежов и начальник ГУГБ УГБ НКВД СССР Л. Берия направили И. Сталину «…справку по агентурным и следственным материалам на КОЛЬЦОВА (ФРИДЛЯНДА) Михаила Ефимовича — журналиста». В ней были изложены все факты биографии журналиста, характеризующие его «как врага народа».

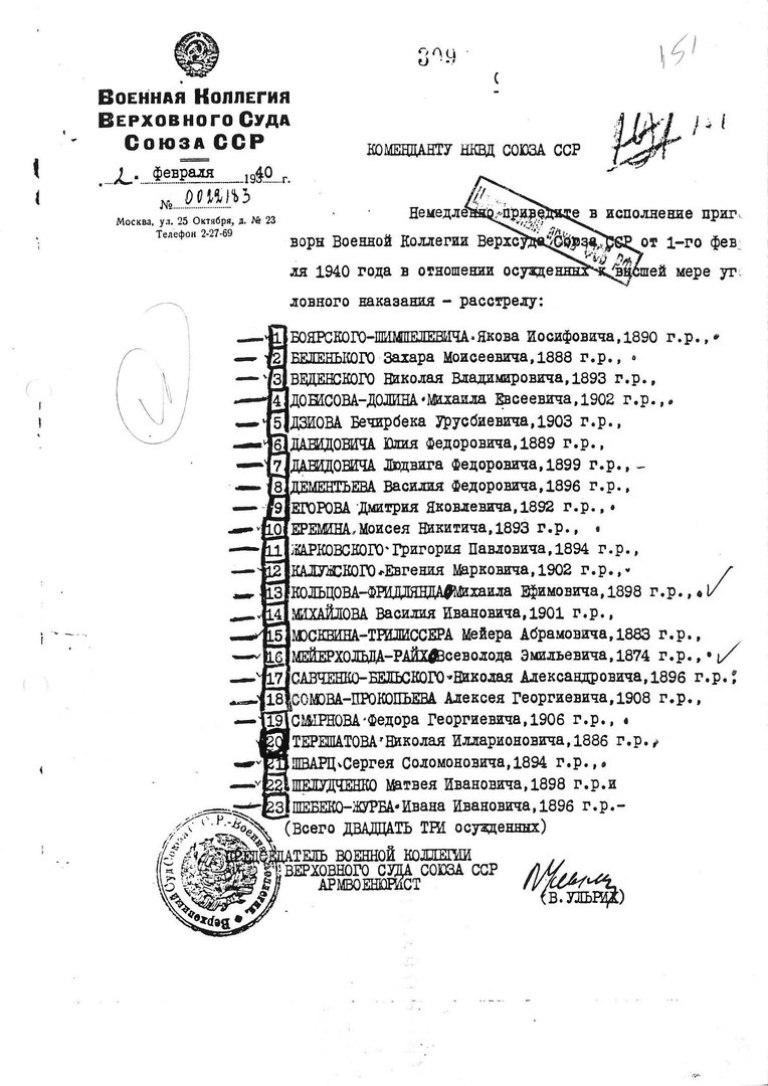
Предписание В. В. Ульриха о расстреле осуждённых. В списке — Я. О. Боярский, М. Е. Кольцов, В. Э. Мейерхольд и другие

Арестован 13 декабря 1938 года в редакции газеты «Правда» без ордера на арест (оформлен задним числом 14 декабря 1938 года). Обвинён в «антисоветской троцкистской деятельности и в участии в контрреволюционной террористической правотроцкистской организации». На следствии подвергался пыткам, оговорил более 70 человек из числа своих знакомых, многие из которых также были арестованы и впоследствии расстреляны вместе с ним. Имя Михаила Кольцова было включено в Сталинский расстрельный список, датированный 16 января 1940 года (№ 137 в списке из 346 фамилий, подлежащих преданию суду в качестве разоблачённых «участников заговора против ВКП(б) и Советской власти»). Знаменательно то, что в этом списке значатся фамилии всего высшего руководства НКВД ежовского набора, смещённого с постов и арестованного после «раскрытия» в октябре 1938 года «фашистского заговора в НКВД»: Михаила Фриновского (с женой Ниной и несовершеннолетним сыном Олегом), Владимира Цесарского с братом Давидом, Николая Фёдорова, Израиля Дагина, Ивана Попашенко и многих других, включая самого Николая Ежова. 1 февраля 1940 года приговор был утверждён Военной коллегией Верховного суда СССР. Казнён на следующий день, 2 февраля. Место захоронения- «могила невостребованных прахов» № 1 крематория Донского кладбища, недалеко от которой М. Е. Кольцову установлен кенотаф у могилы его родителей.
18 декабря 1954 года реабилитирован посмертно.

### Версии гибели
После посмертной реабилитации Михаила Кольцова его родственникам было выдано свидетельство о смерти, в котором была указана намеренно фальсифицированная дата — 4 апреля 1942 года и отсутствовало место смерти. Эта фальшивая дата затем приводилась во многих советских энциклопедиях и справочниках как подлинная вплоть до конца 1980-х годов.
Одной из версий о причине ареста и уничтожения Михаила Кольцова является версия о его близких (любовных) отношениях с женой наркома внутренних дел СССР Николая Ежова Евгенией, скончавшейся 23 ноября 1938 года при крайне подозрительных обстоятельствах, позволяющих предполагать самоубийство посредством передозировки снотворного. В последние недели перед гибелью она пыталась заступиться за своего мужа, уже к тому времени опального, но формально ещё остававшегося на посту главы НКВД. С этой целью она посылала истеричные по содержанию письма, адресованные Сталину, в которых заверяла его в своей и её мужа безграничной к нему преданности. Не получив ответа, Евгения  впала в нервное расстройство и была помещена в привилегированный санаторий, где через три недели и умерла. Её муж, смещённый с поста наркома внутренних дел 25 ноября 1938 года и арестованный четыре месяца спустя, на следствии давал показания, из которых явствует, что он был хорошо осведомлён о близких отношениях своей покойной жены с Кольцовым и прочими советскими литераторами (Бабелем, Шолоховым и др.).
Некоторым исследователям[кому?] эта акция Сталина кажется непостижимой, поскольку Кольцов, по их мнению, фанатично верил Сталину. Весьма вероятно, что Кольцов был устранён как свидетель тайных операций НКВД в Испании — непосредственной причиной ареста послужило письмо Сталину генерального секретаря интербригад в Испании Андре Марти, который обвинял Кольцова в связях с ПОУМ и, косвенно, в шпионаже. Мог сказаться опубликованный в начале 1920-х годов темпераментный очерк о Льве Троцком. Об этой версии писал в своих воспоминаниях художник-карикатурист Борис Ефимов, брат М. Кольцова.

## Семья
Кольцов был женат трижды. Первая жена — актриса Вера Юренева (1918—1922), вторая жена — Елизавета Ратманова-Кольцова (вместе с мужем работала в Испании) (1924—1930), третья жена (гражданская) — немецкая писательница-коммунистка Мария Остен (1932—1937). Племянник (со стороны Марии Остен) — лауреат Нобелевской премии по физике Джон Костерлиц.
Двоюродный брат известного советского фотографа и журналиста Семёна Фридлянда, родной брат известного художника-карикатуриста Бориса Ефимова. В последние годы жил в Доме на набережной (ул. Серафимовича, д. 2).

## Награды
- Орден Красного Знамени[источник не указан 1330 дней].
- Орден Красной Звезды[источник не указан 1330 дней].
- Высший авиационный бриллиантовый орден (Турция, 1926)

## Память
- Именем Михаила Кольцова названы:
- Улица в Барнауле.
  - Улица во Владикавказе.
  - Улица в Новокузнецке
  - Улица в Липецке
  - Улица в Йошкар-Оле.

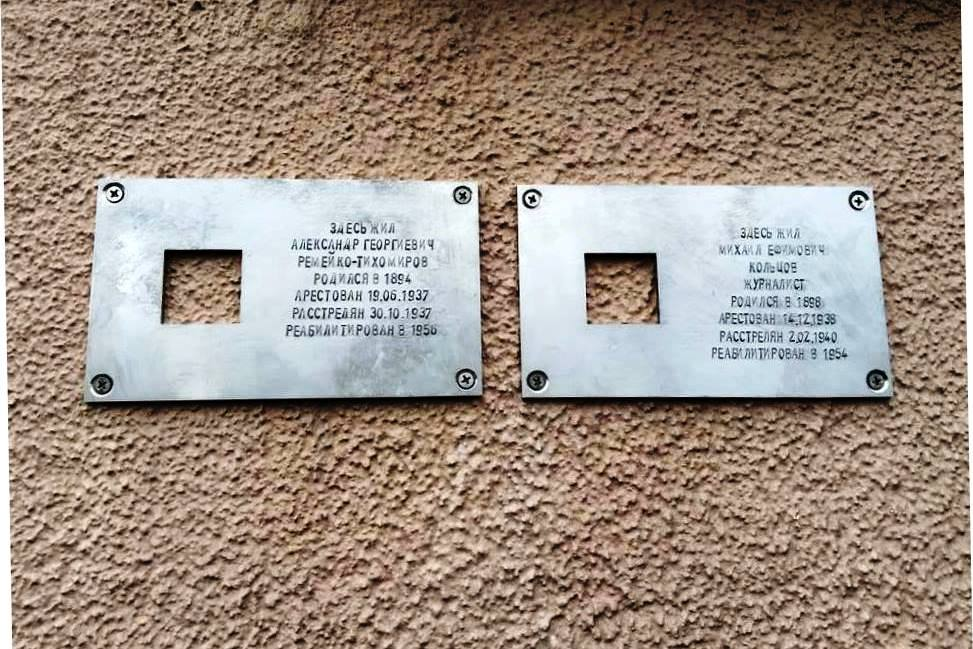
Последний адрес на доме, в котором жил Кольцов

  - Улица в городе Донецк Донецкой области
  - Улица в городе Лисичанск Луганской области
- На фасаде здания редакции журнала «Огонёк», где с 1927 по 1938 год работал Михаил Кольцов, установлена мемориальная доска.